# Lhota (Třebenice)
Lhota je malá vesnice, část města Třebenice v okrese Litoměřice. Nachází se asi 7 km na severozápad od Třebenic, v údolí horního toku potoka Modly, obklopeném kopci Líšeň, Pákova hora, Setenka a Lipská hora. Lhota leží v katastrálním území Lhota u Medvědic o rozloze 1,17 km².

## Historie
První písemná zmínka o vesnici pochází z roku 1407, kdy patřila Rydkéřovi ze Skalky. Svým půdorysem patrným z mapy stabilního katastru z roku 1843 vesnice patří mezi vsi s návesní dispozicí a její domy obklopují obdélnou náves. Charakter vesnice tak odpovídá poslední kolonizační vlně Českého středohoří na konci čtrnáctého století.

## Obyvatelstvo
|                                                                    | 1869 | 1880 | 1890 | 1900 | 1910 | 1921 | 1930 | 1950 | 1961 | 1970 | 1980 | 1991 | 2001 | 2011 |
| ------------------------------------------------------------------ | ---- | ---- | ---- | ---- | ---- | ---- | ---- | ---- | ---- | ---- | ---- | ---- | ---- | ---- |
| Obyvatelé                                                          | 93   | 93   | 96   | 88   | 66   | 79   | 79   | 49   | 42   | 23   | 11   | 6    | 4    | 39   |
| Domy                                                               | 18   | 20   | 21   | 22   | 23   | 23   | 23   | 20   | .    | 6    | 5    | 14   | 14   | 15   |
| Počet domů z roku 1961 je zahrnut v domech místní části Medvědice. |      |      |      |      |      |      |      |      |      |      |      |      |      |      |

## Osobnosti
Ve Lhotě žil, pracoval a zemřel malíř Dan Richter (1930–2020). V sobotu 5. listopadu 2022 mu byl ve vsi odhalen pomník.[zdroj⁠?!]